# Carylla proalbifrons
Carylla proalbifrons är en insektsart som först beskrevs av Desutter-Grandcolas 2003.  Carylla proalbifrons ingår i släktet Carylla, och familjen syrsor. Inga underarter finns listade.